# Donald Turnbull
Pour les articles homonymes, voir Turnbull.
Donald Turnbull, né le 25 août 1909 et décédé le 30 janvier 1994, est un joueur de tennis australien. Il a notamment remporté deux fois les Internationaux d'Australie.

## Palmarès en Grand Chelem

### Titres en double
|   | Date | Nom et lieu du tournoi              | Cat.      | ($) | Surf.        | Partenaire   | Finalistes                   | Score                   |
| - | ---- | ----------------------------------- | --------- | --- | ------------ | ------------ | ---------------------------- | ----------------------- |
| 1 | 1936 | Australian Championships, Melbourne | G. Chelem |     | Herbe (ext.) | Adrian Quist | Jack Crawford Vivian McGrath | 6-8, 8-2, 6-1, 3-6, 6-2 |
| 2 | 1937 | Australian Championships, Melbourne | G. Chelem |     | Herbe (ext.) | Adrian Quist | John Bromwich Jack Harper    | 6-2, 9-7, 1-6, 6-8, 6-4 |

### Finales en double
- Australian Championships : finaliste en 1934 et 1939
- Internationaux de france de tennis : finaliste en 1935

### Finales en double mixte
|   | Date | Nom et lieu du tournoi              | Cat.      | ($) | Surf.        | Vainqueurs                    | Partenaire        | Score         |
| 1 | 1937 | Australian Championships, Melbourne | G. Chelem | 0   | Herbe (ext.) | Nell Hall Hopman Harry Hopman | Dorothy Stevenson | 3-6, 6-3, 6-2 |